# شوهر ستاره
شوهر ستاره فیلم ایرانی به کارگردانی ابراهیم ایرج‌زاد و تهیه‌کنندگی علی اوجی محصول سال ۱۴۰۳ است. شوهر ستاره سومین فیلم بلند ایرج‌زاد در مقام کارگردان است.

## بازیگران
- حامد بهداد
- فریبا نادری
- نازنین احمدی
- سوسن پرور
- فریده سپاه منصور
- نادر سلیمانی
- هومن حاجی عبداللهی
- لاله اسکندری
- علی اوجی

## جوایز و نامزدی‌ها
| جایزه                             | رده                      | نامزد       | نتیجه | منبع  |
| --------------------------------- | ------------------------ | ----------- | ----- | ----- |
| چهل و سومین دوره جشنواره فیلم فجر | بهترین بازیگر نقش اول زن | فریبا نادری | برنده | [ ۲ ] |